# Волчья голова

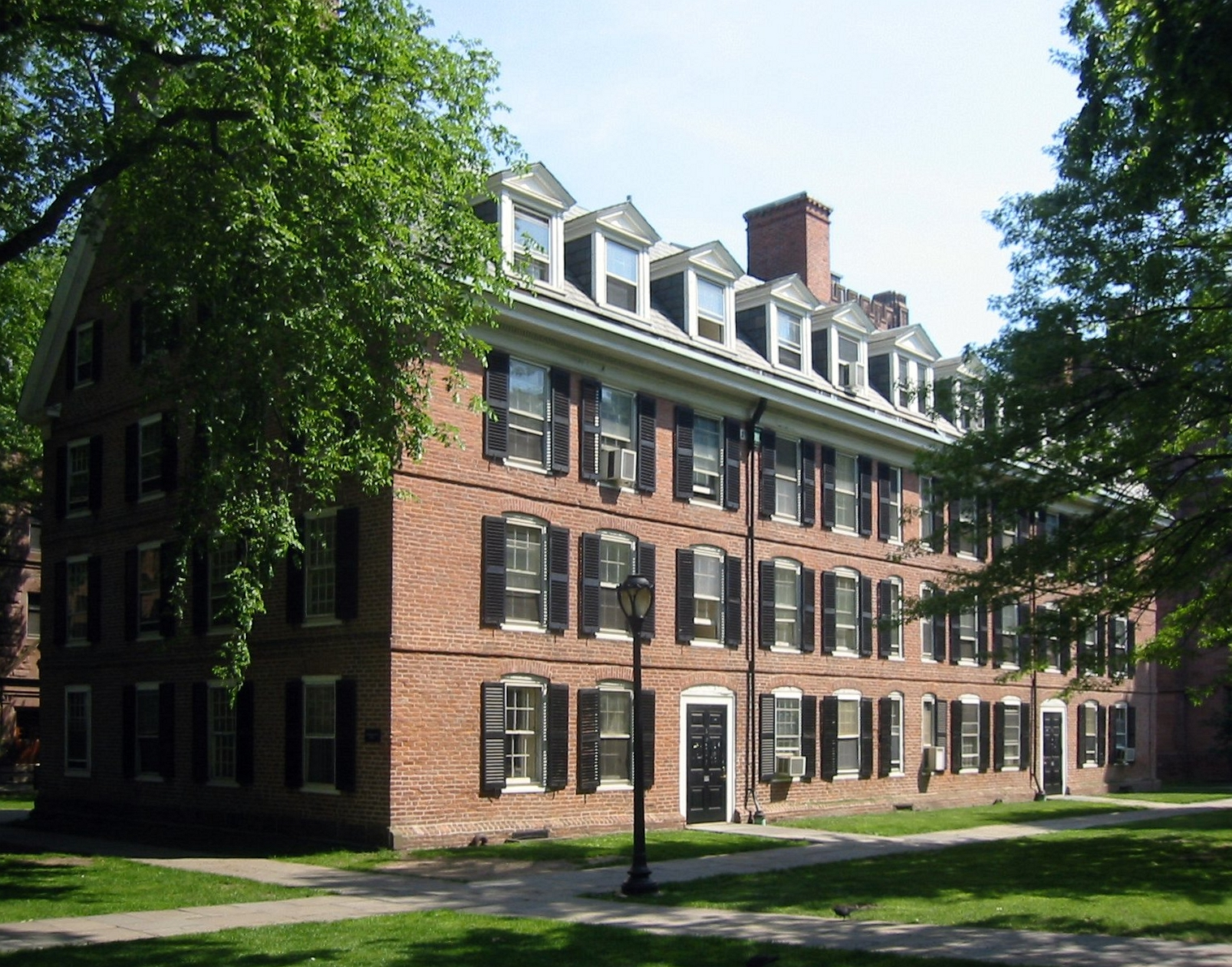
Коннектикут Холл

«Волчья голова» (англ. Wolfs Head) — тайное общество старшекурсников Йельского университета, основанное в 1884 году.
Это третье старейшее тайное общество университета (первое — «Череп и кости», второе — «Свиток и ключ»).

## История
Тайное общество было основано в 1884 году пятнадцатью студентами старшего курса и несколькими выпускниками 1883 года Йельского университета, которые отделились от общества «Череп и кости», будучи недовольны его порядками, под именем «Серые братья». В 1888 году название общества было изменено на «Волчья голова».
После нескольких лет дебатов по вопросу о членстве женщин, весной 1992 года 80 % членов общества «Волчья голова» проголосовали в пользу допуска женщин.

## Факты
- «Волчья голова» является частью престижной «Большой Тройки» в Йеле наряду с обществами «Череп и кости» и «Свиток и ключ».
- Каждый год члены общества выбирают пятнадцать первокурсников, которые сменят действующих членов при переходе на последний курс университета.

## Члены общества

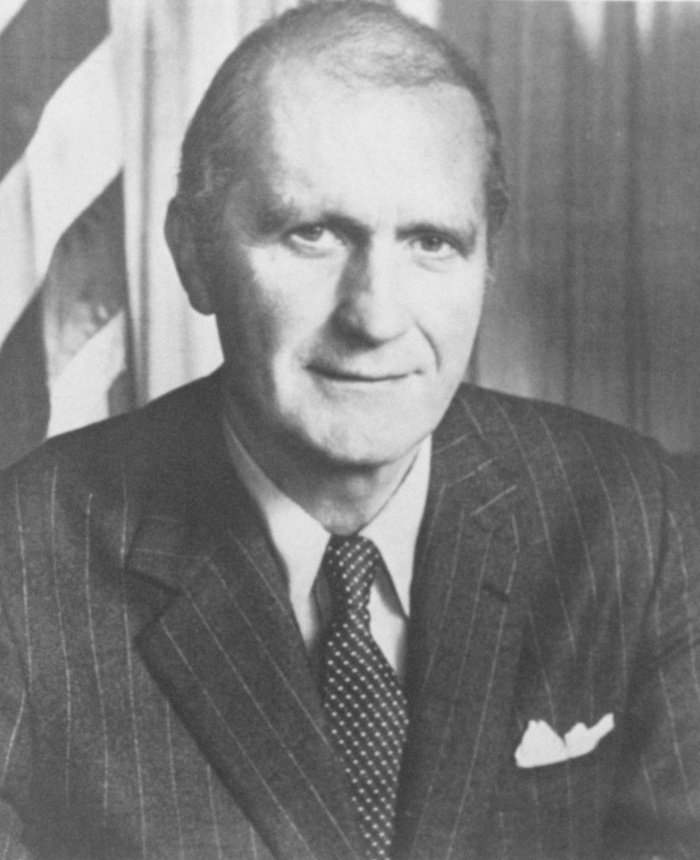
Малкольм Болдридж

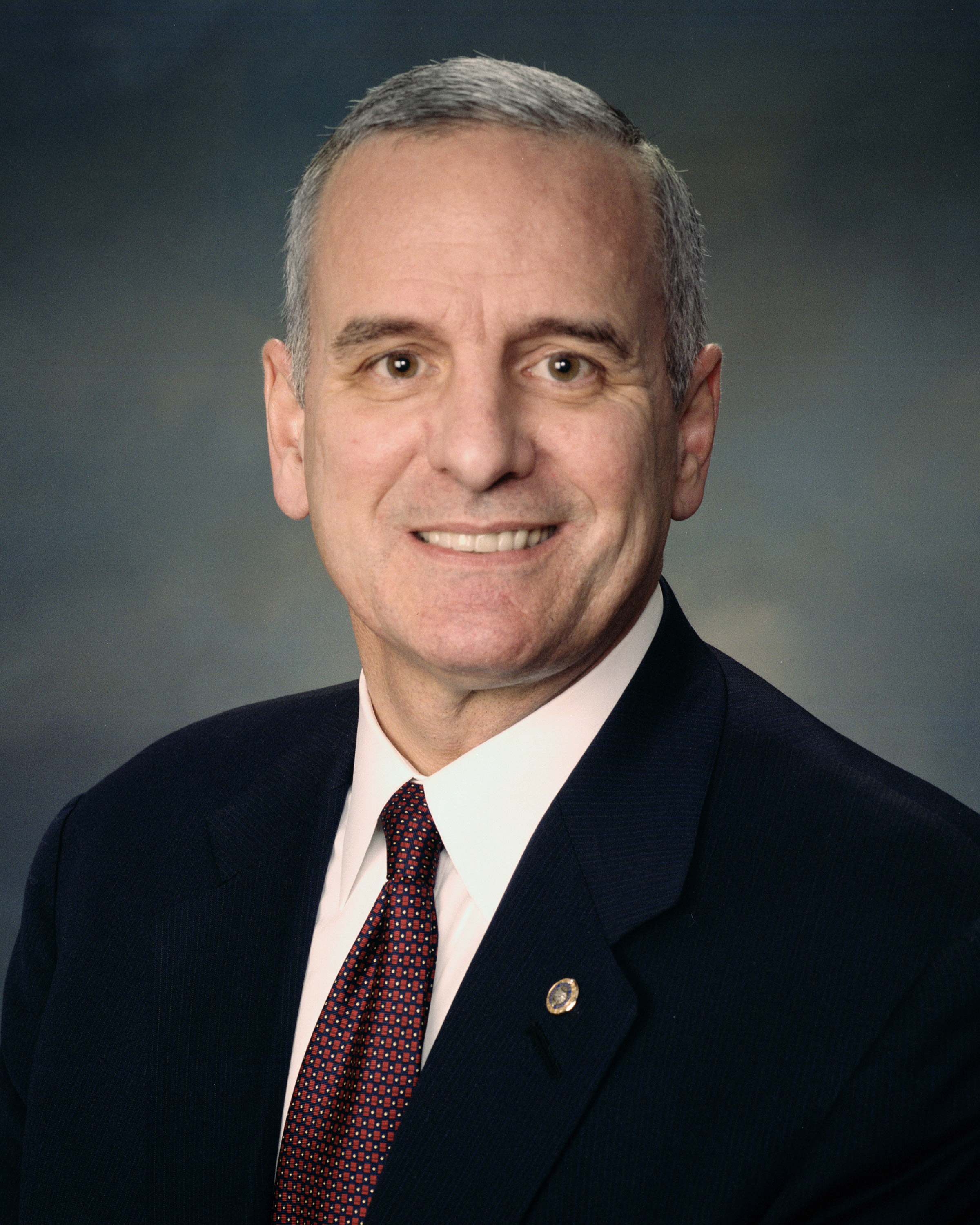
Марк Дэйтон

- Айвз, Чарльз, американский композитор.
- Бардуго, Ли, американская писательница.
- Бир, Дональд, американский гребец, чемпион летних Олимпийских игр в Мельбурне.
- Болдридж, Малкольм, министр торговли США в 1981—1987 гг.
- Бене, Стивен Винсент, американский писатель-фантаст, поэт.
- Дэйтон, Марк, сенатор США в 2001—2007 гг., губернатор штата Миннесота в 2011—2019 гг.
- Макартур, Дуглас II, американский дипломат, посол США в Японии (1957—1961), в Бельгии (1961—1965), в Австрии (1967—1969), в Иране (1969—1972).
- Милликен, Роджер, американский миллиардер и благотворитель.
- Мортон, Роджерс, министр внутренних дел США в 1971—1975 гг., министр торговли США в 1975—1976 гг.
- Мур, Пол, епископ Нью-Йорка (1972—1989).
- Ригли, Уильям III, американский предприниматель, президент компании Wm. Company Wrigley Jr. (1961—1999).
- Стейер, Том, американский миллиардер, филантроп и политик.
- Уик, Дуглас, американский продюсер, лауреат премии «Оскар» 2000 года.
- Уорд, Кларисса, американский тележурналист.
- Уэйлз, Ричард, американский гребец, двукратный олимпийский чемпион, чемпион Панамериканских игр.
- Чарлтон, Томас, американский гребец, чемпион летних Олимпийских игр в Мельбурне.